# قلمرو اوئدا
قلمروی اوئدا (به ژاپنی: 上田藩, Ueda-han) یک هان (ژاپن) در شوگون‌سالاری توکوگاوا در دوره ادو بود.